# Funmi Jimoh

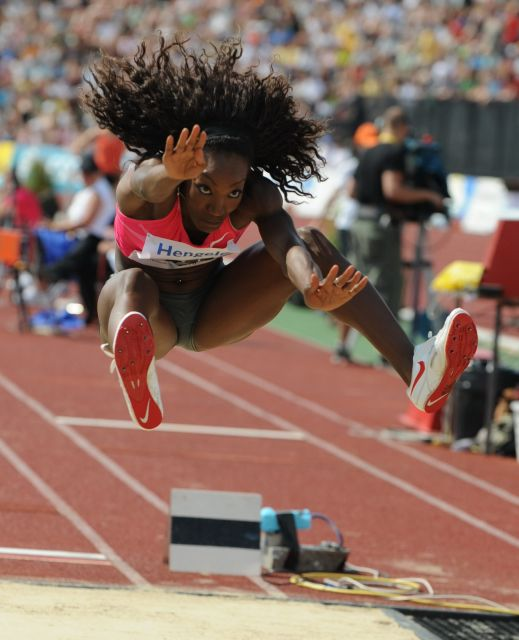
Funmi Jimoh

Funmi Jimoh, född den 29 maj 1984, är en amerikansk friidrottare som tävlar i längdhopp.
Jimohs stora genombrott kom när hon tog sig vidare till finalen vid olympiska sommarspelen 2008. Väl där slutade hon sist efter ett hopp på 6,29 meter. Hon deltog vid IAAF World Athletics Final 2008 där hon slutade på åttonde plats med ett hopp på 6,00 meter.

## Personliga rekord
- Längdhopp - 6,96 meter